# Lo scudo di Eracle
Lo scudo di Eracle (in greco antico: Ἀσπὶς Ἡρακλέους?, Aspìs Hērakléous) (originariamente intitolato semplicemente Lo scudo) è un poemetto greco arcaico di 480 versi esametri, un tempo ritenuto di Esiodo, ma già da Aristofane di Bisanzio non attribuito a lui.

## Ispirazione
Il poema prende spunto dalla descrizione omerica dello scudo di Achille nel libro XVIII dell'Iliade. La descrizione dell'Iliade viene ripetuta tal quale, cambiandone solo una parola. 
(Omero, Iliade, XVIII 535-538, tr. Ettore Romagnoli)
diventa
(Pseudo-Esiodo, Lo scudo, 156-159, tr. adattata da E. Romagnoli)

## Trama
Il poema inizia con la celebrazione di Alcmena, madre di Eracle, e prosegue con la battaglia di Ercole contro Cicno, sanguinario brigante figlio di Ares, ma gran parte è dedicata alla descrizione dello scudo dell'eroe.
Da segnalare la ricerca costante dell'orrido.

## Attribuzione e datazione
La breve premessa posta in cima all'opera nei manoscritti segnala che i versi dall'1 al 56 sono estratti dal IV libro del Catalogo delle donne, cosa che portò Aristofane di Bisanzio a supporre che l'opera non fosse davvero esioidea. La stessa premessa ci informa anche che Megacle di Atene, Apollonio di Rodi e Stesicoro propendevano per l'autenticità.
L'ipotesi di Aristofane è stata confermata da due papiri di Ossirinco contenenti la parte del Catalogo che precede i versi 1-56 dello Scudo e i primi versi dello Scudo stesso. Il testo stesso non lascia alcun dubbio
Lo Scudo, sulla base di evidenze esterne e interne, può essere datato all'inizio del VI secolo a.C. Le prime rappresentazioni del mito di Eracle e Cicno appaiono sui vasi attici verso il 565 a.C. e testimoniano una buona conoscenza dell'opera, compresi i dettagli. L'introduzione dell'opera indica come Stesicoro accettasse l'attribuzione a Esiodo. Questo poeta (autore di un Cycnos oggi perduto che riportava una tradizione differente da quella dello Scudo) operò tra il 570 e il 540 a.C. Questo pone il terminus ante quem per la composizione del poemetto verso il 570 a.C.

### Articoli generali
- Gennaro Perrotta, Esiodo, in Enciclopedia Italiana, vol. 14, Roma, 1932.
- Sara Chiarini, L'archeologia dello Scutum Herculis, Roma, 2012.

### Edizioni critiche
- Esiodo, Hesiodea quae supersunt omnia, a cura di Hermann Köchly e Gottfried Kinkel, Lipsia, 1870,  pp. 142-185.
- Esiodo, Hesiodi carmina, a cura di Aloisius Rzach, Lipsia, Teubner, 1908,  pp. 97-108.
- Esiodo, Théogonie; Les travaux et les jours, Le bouclier, a cura di Paul Mazon, Parigi, Les Belles Lettres, 1964.

### Testo omerico
- Omero, Iliade, libro XVIII, in David B. Monro e Thomas W. Allen (a cura di), Homeri Opera, vol. 2, 3ª ed., Oxford, Clarendon Press.
- Iliade, traduzione di Ettore Romagnoli, vol. 2, Bologna, Zanichelli, 1924,  p. 161.

### Dizionari
- Lorenzo Rocci, Vocabolario greco-italiano, 3ª ed., Roma, Società editrice Dante Alighieri, 1943.